# Joaquín Serrano
Joaquín Serrano Macías (19 de septiembre de 1959: Guayaquil, Ecuador) es un artista visual y docente multidisciplinario reconocido en el medio guayaquileño como parte de las personalidad del medio artístico-cultural y popular nacional de acto impacto. Es conocido por liderar iniciativas culturales desde las bases de Guayaquil, dirigir varios talleres de arte, asumir la coordinación nacional del Consejo Ciudadano Sectorial del Ministerio de Cultura y Patrimonio y por su labor como docente universitario.

## Reseña biográfica
Joaquín Humberto Serrano Macías, nace en Guayaquil, Ecuador un 19 de septiembre de 1959; de padres ecuatorianos: Es reconocido por su accionar como Artista – docente e investigador multidisciplinario de las artes visuales. Fundador del colectivo multidisciplinario “La Cucaracha” (1986-1998) y muralista contemporáneo. Su trabajo delicado y detallado le ha hecho acreedor de más de una veintena de premios y reconocimientos nacionales e internacionales. Miembro de la sección de Artes Plásticas de la CCE. Núcleo del Guayas de la que también fue director en 2002. Su trabajo como investigador ha destacado en la vinculación comunitaria en territorio lo que le ha permitido formar parte del Observatorio Ciudadano del Ministerio de Cultura y Patrimonio, y posteriormente del Consejo Ciudadano Sectorial del Sistema Nacional de Cultura 2016-2020.
En la actualidad se desempeña como docente  de la Escuela de Artes Visuales de la Universidad de las Artes del Ecuador.

## Distinciones
- 2005 Premio “Primer Salón Internacional de Pintura Ecuador-Perú”, ESPOL, Guayaquil.
- 2004 “Salón de Octubre”, C.C.E. Núcleo del Guayas, PRIMER PREMIO (otorgado por el entonces Vicepresidente de la República, Alfredo Palacio)[9]
- 2002 Ganador del concurso para la realización del Mural en las bases del paso elevado en la AV. Fco. De Orellana intersección con la Av. Benjamín Carrión, M. I. Municipalidad de Guayaquil.[10]
- 1996 “Salón Nacional de Pintura Luis A. Martínez”, PREMIO ÚNICO.[11]
- 1994 “XXXII Salón de Octubre”, C.C.E. Núcleo del Guayas, Guayaquil. SEGUNDO PREMIO.
- 1993-1994-1995 “Salón Nacional de Pintura Luis A. Martínez”, Ambato PRIMERA MENCION.
- 1985 “Juan Pueblo en la cuerda floja”, Concurso nacional de años viejos, Diario HOY, Quito. PRIMER PREMIO.[11]
- 1984 “Salón Primero de Mayo”, C.C.E. Núcleo del Guayas, Guayaquil. PRIMER PREMIO.
- 1984 “Salón de Julio”, Museo Municipal, Guayaquil, PRIMERA MENCION DE HONOR.

## Exposiciones individuales
- 2021 "El ascenso de los signos urbanos" Joaquín Serrano, Galería Virtual de la Casa de la Cultura Ecuatoriana, Quito.[3]
- 2015 “Guayaquil Signos Urbanos”, Galería “El Mirador”, Universidad Católica Santiago de Guayaquil.[12]
- 2008 “Vivencias urbanas”, Man-Ging Art Gallery, Guayaquil.[13]
- 2007 “Body Paint performance”, Galaría Roberto Saavedra, Barrio Las Penas, Guayaquil.[14]
- 2004 “Joaquín Serrano”, Hotel Oro Verde Manta.
- 2004 “De la piel hacia adentro”, Galería “El Mirador” Universidad Católica Santiago de Guayaquil.[5]
- 1998 “Joaquín Serrano” Galería La Manzana Verde, Quito.[4]
- 1999 “Joaquín Serrano”, Museo de Arte del Banco Central del Ecuador, Guayaquil, Quito, Cuenca y Bahía de Caráquez.
- 1996 “Entre el tiempo y el espacio ”Galería La Ferriere, Guayaquil.
- 1995 En el brillo de tu pupila, Galería Madeleine Hollaender. Guayaquil, Ecuador.[15]

## Exposiciones colectivas
2020 “Exposición Bicentenario” Museo Municipal de Guayaquil
2020 “Exposición Colectiva Vista Previa” MAAC
2019 “Nuestra Muestra” Casa de la Cultura Ecuatoriana Núcleo Guayas.
2018 “SETRAU II”, Exposición de los Artistas-Docentes de la U.Artes, MAAC, Guayaquil.
2016 “SETRAU”, Exposición de los Artistas-Docentes de la U.Artes, Museo Nahím Isaías, Guayaquil.
2015 2016 EXPOSICIÓN FUNDACIÓN DE GUAYAQUIL, Casa del Artista Plástico, Las Peñas. Guayaquil.
2011 “CABALLOS DE COLORES”, Arte Urbano Guayaquil 2011, malecón 200, plataforma del MAAC. Guayaquil.
2006 “Claves del arte ecuatoriano”, Museo Arqueológico y de Arte Contemporáneo, MAAC, Guayaquil.
1998 “EFECTO CUCARACHA”, Serrano, Blum, Suárez-Bango, Idrovo, Ortega, Museo Municipal, Guayaquil.
1998 “VI BIENAL INTERNACIONAL DE CUENCA, Cuenca.
1996 “E-VALUARTE”, Encuentro Plástico Porteño, Dirección Regional de Programas Culturales del Banco Central del Ecuador, Guayaquil.
1995 “Imágenes y texturas”, British Council y Museo del Banco Central, Guayaquil.
1994 “Nuestramuestra 94”, Casa de la Cultura Ecuatoriana Núcleo del Guayas, Guayaquil.
1993 “Arte y naturaleza se unen”, Fundación Natura, Club de la Unión, Guayaquil.
1993 “Nuestramuestra”, Casa de la Cultura Núcleo del Guayas, Guayaquil.
1993 “Arte la nueva generación”, Universidad Católica Santiago de Guayaquil, Guayaquil.
1992 “Rescatemos el Museo Municipal”, Museo Municipal, Guayaquil.
1991 “Arte Ecuatoriano Contemporáneo”, Museo de Arte Moderno, Cuenca.
1990 “Primer Salón de arte” Ecuatoriana de Aviación, Casa de la Cultura Ecuatoriana, Quito.
1990 “Tercer Salón de Arte”, Holanda Ecuador, Casa de la Cultura Ecuatoriana, Quito.
1982 a 1987 varias exposiciones colectivas en Guayaquil, Quito, Cuenca, Ambato, Manta y Bahía de Caráquez.

## Exposiciones internacionales
2016 “ArtSpot”, INTERNATIONAL AIR FAIR MIAMI, Miami Art and Entertainment District
2000 “Ecuador, mil años de historia”, Departamento de Cultura de la Cancillería Ecuatoriana, Camberra, Australia.
1997 “Bienal de La Habana”, Centro Cultural Wifredo Lam, Cuba.
1993 “Art for a fairer world”, OXFAM, Cardiff, Londres, Inglaterra.
1992 “Arte Ecuatoriano Contemporáneo” Muestra itinerante. Ecuatoriana de Aviación, Santiago de Chile, Buenos Aires.
1992 “Feria exposición arte latinoamericano contemporáneo”, Sevilla, España.
1992 “Art for a fairer world”, OXFAM, Glasgow. United Kingdom.
1991 “Arte Ecuatoriano Contemporáneo”, muestra itinerante, Ecuatoriana de Aviación, México D.F.
1990 “Contemporary art of Ecuador”, muestra itinerante, Ecuatoriana de Aviación, Houston, USA.
1989 “Nuevos valores del arte latinoamericano”, Museo de arte de Brasilia, Brasil, 
1987 “Por el derecho de reír en paz”, Festival del humor gráfico, Bogotá, Colombia.

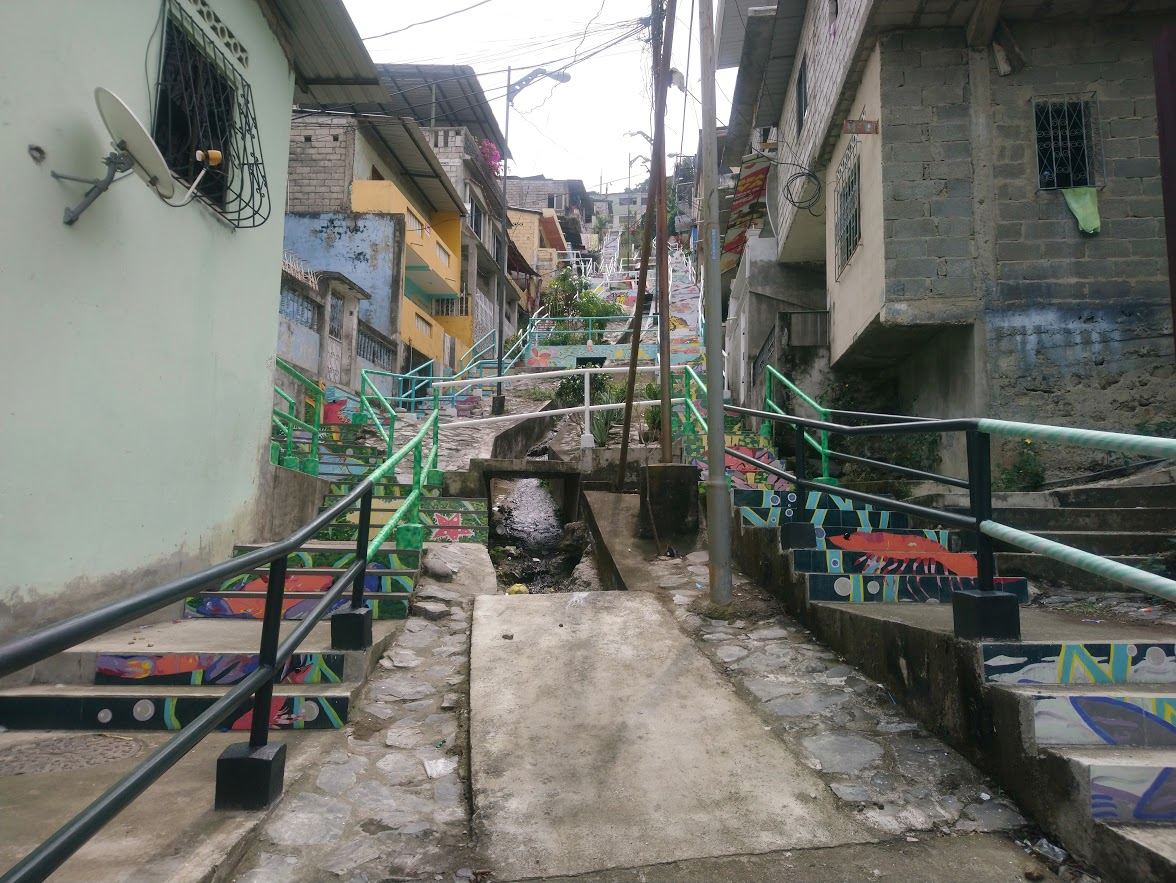
Guyaquilensis Biodiversity